# Vaszjugan
A Vaszjugan (oroszul: Васюган) folyó Nyugat-Szibériában, Oroszország Tomszki területén, az Ob bal oldali mellékfolyója. Nevében a jugan utótag a térség őslakói, a hantik nyelvén "folyó"-t jelent.

## Földrajz
Hossza: 1082 km, vízgyűjtő területe: 61 800 km², átlagos vízhozama: 345 m³/sec
A Tomszki terület délnyugati részén, a Vaszjugan-mocsarakban ered. Kezdetben északnyugat felé halad, majd északra, lejjebb kelet felé folyik és több ágra bomlik, így éri el a Nyugat-szibériai-alföld legnagyobb folyóját, az Obot. 
Az Ob és az Irtis között elnyúló Vaszjugan-mocsarak, ahol a folyó ered, a Föld egyik legnagyobb mocsárvilága, területe meghaladja az 50 ezer km²-t. 
A Vaszjugan lassú folyású, erősen kanyargó alföldi jellegű folyó, árterében sok a kisebb tó és holtág. Az azonos nevű síkságon folyik végig, melynek tengerszint feletti magassága 100–166 m között váltakozik. Novembertől májusig befagy, a nyári időszakban a folyó legnagyobb része hajózható. 

### Mellékfolyói
- jobbról a Nyurolka és a Csizsapka,
- balról a Csertala és a Jagiljaha.

## Városok, ipar
Partjain nagyobb városok nincsenek, a kisebb települések között megemlíthető Novij- és Szrednyij Vaszjugan, Uszty-Csizsapka, Naunak. A folyó vízgyűjtő területén kiterjedt kőolaj- és földgázlelőhelyek találhatók, ezek egy részén jelentős kitermelés folyik.